# Neitijärvi (sjö i Lieksa, Norra Karelen)
Neitijärvi är en sjö i kommunen Lieksa i landskapet Norra Karelen i Finland. Sjön ligger 132,8 meter över havet. Den är 12,6 meter djup. Arean är 2,63 kvadratkilometer och strandlinjen är 20,56 kilometer lång. Sjön  ingår i Vuoksens huvudavrinningsområde.   Den ligger omkring 92 kilometer norr om Joensuu och omkring 460 kilometer nordöst om Helsingfors. 
I sjön finns öarna Patosaari, Neitisaari, Vastuusaari, Kämppäsaari och Verkkosaari. 